# Висоцький Олексій Олексійович
Олексій Олексійович Висоцький  — український військовий, полковник Збройних сил України, командир 119-тої окремої бригади територіальної оборони, відзначився у ході російського вторгнення в Україну.

## Життєпис
Олексій Висоцький народився 1980 року. Військову службу проходив у складі 1-ї окремої танкової бригади. З початком війни на сході України перебував в «гарячих точках» АТО: у Пісках, Кримському, Мар'їнці, в районі Донецького аеропорту.
У 2018 році очолив новостворену 119-ту окрему бригаду територіальної оборони, що базується в Чернігівській області. З 13 по 27 червня 2018 року на Гончарівському полігоні в Чернігівському районі вперше в Україні проходили експериментальні тактичні військові навчання «Північна фортеця-2018» на основі новоствореної 119-тої окремої бригади територіальної оборони. У наступні роки бригада тероборони разом з резервістами проводила навчальні збори на базі Чернігівського та Сновського територіальних центрів комплектування.

## Нагороди
- орден Богдана Хмельницького III ступеня (2022) — за особисту мужність і самовіддані дії, виявлені у захисті державного суверенітету та територіальної цілісності України, вірність військовій присязі[4];
- почесний громадянин міста Чернігова (21 вересня 2022)[5][6].
- недержавна загальноукраїнська відзнака з особливим статусом «За службу державі» (Міністерство оборони України) — № 3426 (8 серпня 2016 р.)[7].

## Родина
Дружина.